# Sarcostemma refractum
Sarcostemma refractum là một loài thực vật có hoa trong họ La bố ma. Loài này được (Donn. Sm.) L.O. Williams miêu tả khoa học đầu tiên năm 1968.